# 小行星3346
小行星3346（3346 Gerla）是一颗绕太阳运转的小行星，为主小行星带小行星。该小行星于1951年9月27日发现。

## 轨道参数
小行星3346的轨道半长轴为3.1845062 UA，离心率为0.045。